# Castillo de Peroniel
El castillo de Peroniel es un fortaleza medieval ubicada en la localidad española de igual nombre, en la provincia de Soria.

## Historia
Peroniel fue una de las localidades más pobladas del Campo de Gómara. Aparece como Peroniel del Campo en 1270, pertenece a la Tierra de Soria. En la población el castillo es conocido, como tantas otras fortificaciones de la provincia, simplemente como "castillo de los moros". La ausencia de ventanas, aspilleras u otro tipo de vano en sus muros da un aire arcaico a la construcción. También llama la atención que algunos elementos del castillo se muestran exentos, como construidos sobre obra anterior. 

## Descripción

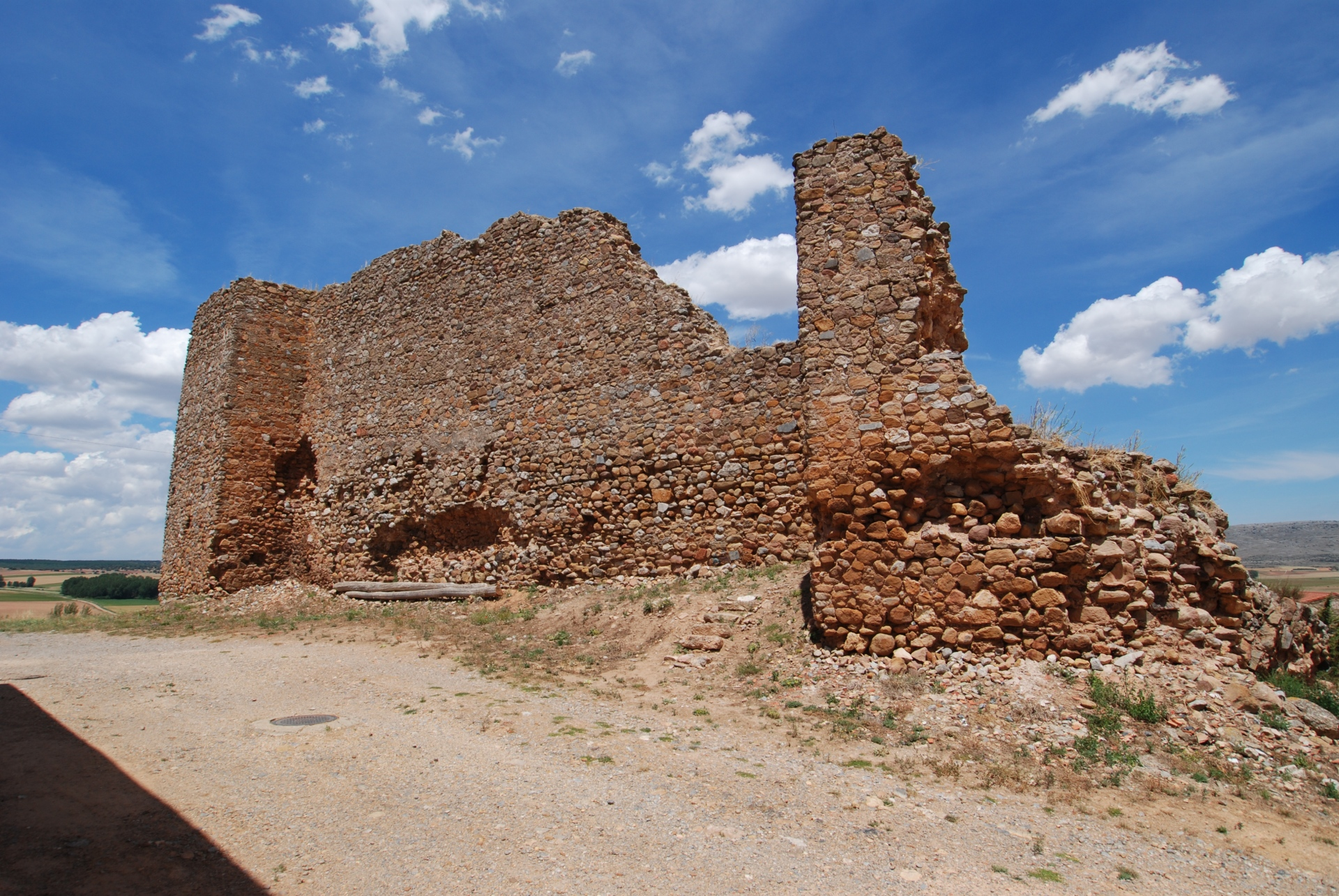
Vista desde el sur

El castillo, de fábrica de mampostería, posee planta rectangular ligeramente irregular en que destacan las torres de planta también rectangular. En el lado norte existen indicios de lo que pudieron ser dos torres añadidas realizadas en mampostería, mientras en el lado sur se conservan dos torres rectangulares, una de ellas aparece muy desmochada y destruida en su interior a la que se accede a ella a través de un arco de medio punto y la otra torre se encuentra añadida al muro sur, posee gruesos muros.